# Sonate pour piano no 9 de Mozart
Pour les articles homonymes, voir Sonate pour piano (homonymie).
La Sonate pour piano no 9 en ré majeur, K. 311/284c, de Wolfgang Amadeus Mozart a été composée à Mannheim entre novembre 1777 et décembre 1777 alors que Mozart avait vingt-et-un ans.
L'autographe se trouve à la bibliothèque Jagellon. La sonate a été publiée avec les sonates K. 309 et K. 310 à Paris par Franz Joseph Heina vers 1781.

## Analyse
La sonate se compose de trois mouvements:
- Allegro con spirito, en ré majeur, à , 112 mesures, deux sections répétées deux fois (première section : mesures 1 à 39 et seconde section : mesures 40 à 112)
- Andante con espressione, en sol majeur, à 
, 93 mesures, les onze premières mesures répétées deux fois
- Rondeau : Allegro ➜ Andante ➜ Presto ➜ Adagio (mesure 173) ➜ Tempo primo (mesure 174), en ré majeur, à 
, 269 mesures

La durée de l'interprétation est d'environ 15 minutes.
Début de l'Allegro con spirito
Mozart ménage pour ce mouvement, toutes sortes de surprises à ses auditeurs familiers du style sonate. Se succèdent une fausse retransition (ms. 56), une fausse réexposition à la sous-dominante (ms. 58), que suit la vraie retransition (ms. 66) et la vraie réexposition, mais inversée, c'est-à-dire débutant par le second groupe thématique.
Première reprise de l'Andante con espressione
Début du Rondeau : Allegro
Wyzewa et Saint-Foix considèrent ce dernier mouvement comme le plus réussi de la sonate, en raison de la verve, du brillant et de la variété de son contenu, la beauté de ses intermèdes, surtout le premier (en la), ainsi que la nouveauté pleine de valeur de ce rondo pourvu d'une cadence libre reliant les deux parties du morceau.